# 贾冯·弗朗西斯
贾冯·弗朗西斯（英語：Javon Francis，1994年12月14日—）是一名牙买加短跑运动员。他在2013年世界田径锦标赛和2016年夏季奥林匹克运动会上赢得了4×400米接力的银牌。在2016年奥运会上他也参加了个人400米项目，但在半决赛被淘汰。他在闭幕式期间担任牙买加旗手。